# Filmcommissie
Een filmcommissie is een quasi-gouvernementele, non-profit, publieke organisatie die filmploegen (inclusief films, televisie en commercials) aantrekken om op locatie in hun respectievelijke plaats, regio of land te filmen. Daarnaast bieden ze ondersteuning zodat producties hun werk soepel kunnen uitvoeren. De eerste commissie werd eind jaren veertig in de Verenigde Staten gevormd. Dit was een reactie op de behoefte van filmmaatschappijen om een contactpersoon vanuit de lokale overheid te hebben die lokale diensten zou kunnen coördineren.
In Nederland was sinds 1 juli 2011 Bas van der Ree de nationale filmcommissioner. Hij vervulde deze taak tot en met maart 2024, waarna Roeland Oude Nijhuis hem opvolgde.